# 자카르타 컨벤션 센터

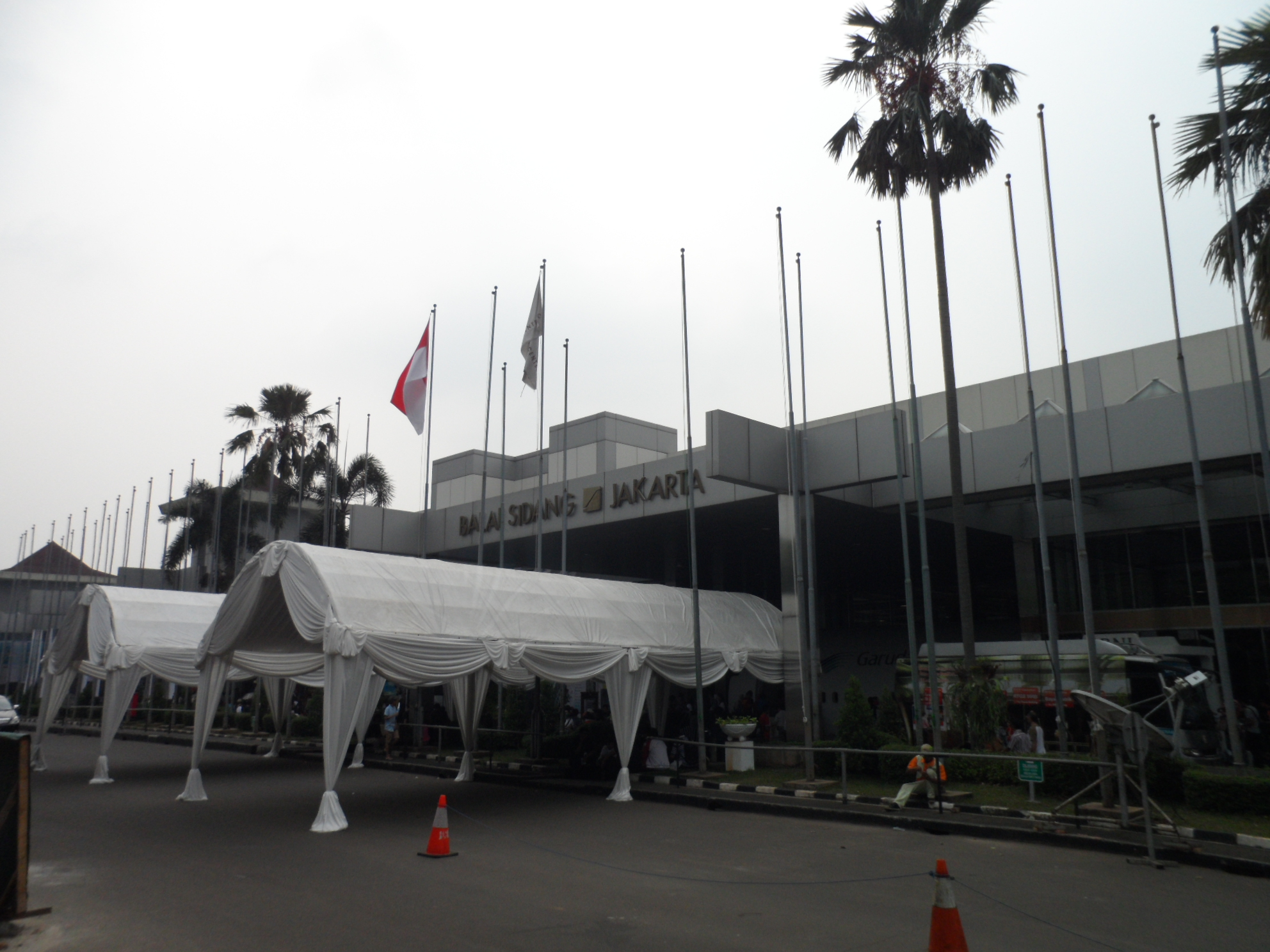
자카르타 컨벤션 센터

자카르타 컨벤션 센터(Jakarta Convention Center; JCC)는 인도네시아 중앙자카르타 타나아방의 겔로라 붕 카르노 스포츠단지 내에 들어서 있는 이벤트 시설이다. 5,000석 규모의 본회의장이 있으며, 전체 회의장 개수는 13곳에 3,921m2의 면적을 차지하고 있다. 근처의 술탄 호텔 레지던스 자카르타와 연결되어 있으며, 내부에는 자동보도가 설치되어 있다.
1974년 4월에 열릴 제23회 아태여행협회 총회 유치를 위해 건설되었다. 당시 자카르타 시의 대규모 행사로 치러졌으며, 호텔 인도네시아, 호텔 보로부두르, 호텔 앰배세더, 호텔 사히드 자야 등의 대규모 호텔 공사가 총회 전에 마무리되었다.
2018년 아시안 게임에서는 자카르타 국제 엑스포 전시장에서 열릴 예정이던 일부 종목들이 이곳으로 분산 개최되었다.

## 참고 문헌
- Merrillees, Scott (2015). 《Jakarta: Portraits of a Capital 1950-1980》. Jakarta: Equinox Publishing. ISBN 9786028397308.